# Oatesland
Koordinaten: 72° S, 160° O
Das Oatesland, auch bekannt als Oates-Küste, ist ein Gebiet Ostantarktikas, das sich zwischen Kap Hudson (153° 45’ O) im Westen und Kap Williams (164° 9’ O) im Osten erstreckt und dabei den küstennahen Bereich des nördlichen Viktorialands darstellt. Nach anderer Auslegung liegen die Grenzen zwischen dem Cook-Schelfeis (152° 30’ O) und dem Rennick-Gletscher (160° 45’ O). Im Osten schließt sich die Pennell-Küste an, und im Westen die Georg-V.-Küste. Vor der Küste liegt die Somow-See.
Den östlichen Teil entdeckte am 22. Februar 1911 Leutnant Harry Lewin Lee Pennell, Schiffsführer der Terra Nova während der gleichnamigen Antarktisexpedition (1910–1913) unter der Leitung des britischen Polarforschers Robert Falcon Scott. Pennell benannte den Küstenabschnitt nach Lawrence Oates (1880–1912), der gemeinsam mit Scott und drei Begleitern auf dem Rückweg vom geographischen Südpol ums Leben kam. Der westliche Abschnitt unweit der Mawson-Halbinsel wurde anhand von Luftaufnahmen der Operation Highjump (1946–1947) umrissen. Weitere Luftaufnahmen entstanden bzw. Vermessungen wurden durchgeführt bei der Zweiten Sowjetischen Antarktisexpedition (1956–1958), bei den Australian National Antarctic Research Expeditions (1959, 1961, und 1962), durch die United States Navy (1960 und 1962) und durch den United States Geological Survey (1962–1963 und 1963–1964).